# Argyranthemum gracile
Argyranthemum gracile es una especie de planta herbácea perteneciente a la familia de las asteráceas, originaria de las Islas Canarias. 

## Descripción
Argyranthemum gracile  es un endemismo de la isla de Tenerife.  Se diferencia dentro del género por sus hojas bi o trífidas, con lóbulos foliares filiformes y tallos delgados y los frutos, que poseen un vilano coroniforme.

## Taxonomía
Argyranthemum gracile fue descrito por Webb ex Sch.Bip. y publicado en Histoire Naturelle des Îles Canaries ii: 261 1844.
Etimología
Argyranthemum: nombre genérico que procede del griego argyros, que significa "plateado" y anthemom, que significa "planta de flor", aludiendo a sus flores radiantes pálidas.
gracile: epíteto latino que significa "grácil, delgado", pudiendo hacer referencia a los lóbulos foliares o a los tallos.
Sinonimia
- Chrysanthemum gracile (Sch.Bip.) Masf.[3]